# 臺灣世界遺產潛力點
根据联合国教科文组织1972年制订的《保护世界文化和自然遗产公约》，世界遗产指对全人类有重要文化或自然价值的遗产项目。常见文化遗产包括古迹（如建筑、雕塑、题字）、建筑群、遗址（如考古遗址）；自然遗产通常是具备特殊物质和生物价值的自然地貌、地质和自然地理结构（如濒危动植物栖息地），或在科学、保育、自然美角度极具价值。中華民國在1971年10月25日聯合國大會第2758號決議通過後失去聯合國會員國身分，無法批准公約，该国自然和文化遗迹因此沒有资格列入《世界遗产名录》。
為與國際同步，文化部的前身行政院文化建設委員會2002年起開始評選具世界遺產潛力的潛力點，即臺灣世界遺產潛力點。2003年，首批共12項臺灣世界遺產潛力點公布，分別為太魯閣國家公園、棲蘭山檜木林、卑南遺址與都蘭山、阿里山森林鐵路、金門島與烈嶼、大屯火山群、蘭嶼聚落與自然景觀、紅毛城及其週遭歷史建築群、金瓜石聚落、澎湖玄武岩自然保留區、臺鐵舊山線、玉山國家公園。2009年，「金門島與烈嶼」與馬祖合併為「金馬戰地文化」，另有5項臺灣世界遺產潛力點公布，分別為樂生療養院、桃園臺地埤塘、烏山頭水庫及嘉南大圳、屏東排灣族石板屋聚落、澎湖石滬群。2010年，「金馬戰地文化」拆分為「金門戰地文化」、「馬祖戰地文化」。2011年，「金瓜石聚落」更名為「水金九礦業遺址」，「屏東排灣族石板屋聚落」更名為「排灣及魯凱石板屋聚落」。2012年，「桃園臺地埤塘」更名為「桃園臺地陂塘」。2013年，「排灣及魯凱石板屋聚落」更名為「排灣族及魯凱族石板屋聚落」。中華民國目前有18項臺灣世界遺產潛力點，包括11項文化遺產、5項自然遺產、2項複合遺產。
推動臺灣世界遺產潛力點成為世界遺產面臨政治阻礙，地方政府與學者曾提出臺灣與中国大陆共同申遺，以及跨國跨區申遺等建議，但亦難以實現；政治因素造成臺灣對世界遺產參與的缺乏亦使民眾對世界遺產存在觀念落差。文化建設委員會2009年成立世界遺產推動委員會，以建立跨機關合作機制，定期召開會議討論決策。此外還輔導成立地方層級跨機關推動委員會，補助地方政府推動計畫執行案，召開跨機關協調會議，辦理行銷宣導計畫。法規方面，文化部2014年公布《臺灣世界遺產潛力點遴選及除名作業要點》，並於2022年修正發布，作為遴選及除名作業的標準與執行原則。

## 臺灣世界遺產潛力點
中華民國依據聯合國教科文組織標準評選臺灣世界遺產潛力點。联合国教科文组织根据十项标准收录世界遗产，入选项目必须符合至少一项标准，其中第一至六项为文化遗产，第七至十项为自然遗产，同时符合文化和自然遗产标准的叫复合遗产，顺序按入选年份排列，文代表文化遺產，自代表自然遺產，自文代表複合遺產。
| 名稱                         | 圖片 | 地點                        | 入選標準                    | 入選年份 | 簡介 |
| ---------------------------- | ---- | --------------------------- | --------------------------- | -------- | --- |
| 太魯閣國家公園               |      | 花蓮縣 臺中市 南投縣        | 自 (vii)(ix)(x)             | 2003     | 太魯閣峽谷大理岩岩層厚達千餘公尺，廣達十餘公里，板塊碰撞造成地殼上升，加之立霧溪常年沖刷侵蝕，形成侵蝕與沉積地形。太魯閣海拔變化大，氣候帶複雜，高嶺的生殖隔离造就特有與稀有植物，增添動植物多樣性。                                         |
| 棲蘭山檜木林                 |      | 宜蘭縣 新竹縣 桃園市 新北市 | 自 (viii)(x)                | 2003     | 棲蘭山檜木林地處中高海拔山區，為孤島式封閉性生態環境，伴生於檜木林帶的特有種針葉類裸子植物群為生態演化指標；林地屬霧林帶，以及暖溫帶山地針葉樹林群系的檜木林型社會，物種多樣。                                                               |
| 卑南遺址與都蘭山             |      | 臺東縣                      | 文 (iii)(vi)                | 2003     | 卑南遺址與都蘭山有大量史前石板棺、玉器及大規模聚落遺物出土，與臺灣西海岸若干史前文化相通，且連結現存南岛民族文化，為臺灣史前文化總體發展重要一環，其有形與無形文化遺產皆具極高總體價值與重要性。                                             |
| 阿里山森林鐵路               |      | 嘉義市 嘉義縣 南投縣        | 自文 (i)(ii)(iii)(iv)(v)(x) | 2003     | 阿里山森林鐵路為開發森林而鋪設，兼為森林鐵道、登山鐵道、高山鐵道，帶動林業興起，改變沿線都市紋理，形成許多景觀。沿線的檜木霧林為珍貴森林資源，生態特殊而多元。                                                                               |
| 金門戰地文化                 |      | 金門縣                      | 文 (ii)(iii)(iv)(v)         | 2003     | 金門有移民留下的闽南传统建筑群及軍事遺構、宗教信仰、婚喪節慶禮俗等文化遺產，其戰地文化具「負面世界遺產」轉向「正面世界遺產」和平共存普世價值的教育意義，而體現宗法倫理的傳統聚落及民居布局受現代化衝擊，亟需保護。                           |
| 大屯火山群                   |      | 臺北市 新北市               | 自 (viii)(ix)(x)            | 2003     | 大屯火山群有2,500萬年前老地層，還有火山地形及後火山作用地質景觀，見證地殼變動；四季分明，是臺灣地貌與生態縮影，且為生態演化指標；物種多樣，研究保育價值高。                                                                                  |
| 蘭嶼聚落與自然景觀           |      | 臺東縣                      | 自文 (v)(ix)                | 2003     | 蘭嶼達悟族為適應當地嚴酷環境發展出特有建築文化，這種文化體現於當地傳統屋舍，屋舍半地下的設計可抵禦風雨，同時發展出特有文化傳統。這些傳統文化與蘭嶼自然景觀融為一體。                                                                         |
| 淡水紅毛城及其週遭歷史建築群 |      | 新北市                      | 文 (ii)(vi)                 | 2003     | 淡水原為凱達格蘭族家園，經漢人開拓及西方文化傳入，形成特殊建築形式與就聚落風格；殖民風格建築體現淡水與歐洲關聯，聚落與港口的策略地位見證不同統治權力影響，歐洲人與當地人的區隔亦體現於都市風格。                                             |
| 水金九礦業遺址               |      | 新北市                      | 文 (ii)(v)                  | 2003     | 水金九礦業遺址有完整的採金與採銅史，產業遺產面貌及歷史文化遺蹟存留完整，其人文資源、自然景觀、礦業地景體現臺灣礦業發展史，礦業停採後景觀遭受破壞，亟需保護。                                                                                 |
| 澎湖玄武岩自然保留區         |      | 澎湖縣                      | 自 (vii)(viii)(x)           | 2003     | 澎湖玄武岩自然保留區地質年代為台灣海峽熔岩最活躍年代，熔岩流出後冷卻形成柱狀玄武岩，並受海岸侵蝕形成相應景觀，且人跡罕至，有珍稀鳥類及瀕危的綠蠵龜等動物繁殖。                                                                               |
| 臺鐵舊山線                   |      | 苗栗縣 臺中市               | 文 (i)(ii)                  | 2003     | 舊山線竣工於1908年，是架橋技術不成熟條件下挑戰不利地形而創造出的建築奇蹟，東側關刀山系與西側火炎山系的人文與自然景觀在臺灣鐵道史及文化史地位不可或缺。                                                                                       |
| 玉山國家公園                 |      | 花蓮縣 嘉義縣 南投縣 高雄市 | 自 (vii)(ix)(x)             | 2003     | 玉山國家公園位於玉山山脈與中央山脈最高地帶，有臺灣及东北亚最高峰玉山，為典型高山型國家公園，園內板塊運動及特殊氣候侵蝕形成奇觀，豐富的林相與大海拔落差增添生物多樣性。                                                                       |
| 馬祖戰地文化                 |      | 連江縣                      | 文 (ii)(iii)(iv)            | 2009     | 中華民國國軍基於攻防一體的戰略指導與作戰任務，在馬祖各島的花崗岩中開鑿大量坑道以保持戰力。南竿島上冷战標語及防禦工事遍布，兼有燈塔、民間信仰廟宇及碑碣等建築。馬祖戰地文化具「負面世界遺產」轉向「正面世界遺產」和平共存普世價值的教育意義。 |
| 樂生療養院                   |      | 新北市                      | 文 (ii)(v)                  | 2009     | 樂生療養院保有日治與國民政府時代建築特色，其醫療與隔離生活的空間布局及相關設施體現醫療與公共衛生發展史、早期患者弱勢人權，以及從強制收容到院民療養與社區醫療的轉型。                                                                         |
| 桃園臺地陂塘                 |      | 桃園市                      | 文 (v)                      | 2009     | 陂塘是由挖池堆堤蓄水形成的人工湖，相互引水連接，形成農耕聚落中心，將原本貧瘠乾旱的桃園臺地變為魚米之鄉，是桃園臺地水利灌溉方式的代表，與居民生活互動密切。                                                                                   |
| 烏山頭水庫及嘉南大圳         |      | 雲林縣 嘉義縣 臺南市        | 文 (i)(iv)                  | 2009     | 烏山頭水庫及嘉南大圳竣工於1930年，其水壩在水利技術不成熟條件下以時新半水力淤填式工法築造，不易淤積且幾乎不會破壞生態環境，體現1920年代八田與一水利計畫及技術，融自然與人工景致為一體。                                                       |
| 排灣族及魯凱族石板屋聚落     |      | 屏東縣                      | 文 (ii)(v)                  | 2009     | 排灣族及魯凱族石板屋聚落完整保存兩族歷史文化遺蹟，其人文與自然景觀有機結合，記錄兩族傳統領域，由於日治時期的住民遷出及偏僻的位置，加之長期的氣候及時空破壞，聚落亟需保護。                                                                   |
| 澎湖石滬群                   |      | 澎湖縣                      | 文 (i)(v)                   | 2009     | 澎湖先民「以海為田」，但受冬季東北季風威脅，遂用海邊黑色玄武岩與白色珊瑚礁堆起石滬，利用潮汐捕魚。由於疏於維護及海域環境破壞，石滬損毀日趨嚴重，亟需保護。                                                                                   |

## 延伸閱讀
- 文化部文化資產局 (编). . 文化部文化資產局. 2012. ISBN 978-986-03-2005-3.
- 平野久美子 (编).  . 中央公論新社. 2017. ISBN 978-4-12-004959-0.
- 平野久美子 (编). . 由楊玉鳳翻译. 聯經出版. 2022. ISBN 978-957-08-6243-0.

## 外部連結
- 臺灣世界遺產潛力點
- 一般社團法人 臺灣世界遺產登錄應援會